# 복복시계
《복복시계》(일본어: 腹腹時計 하라하라토케이[*])는 미쓰비시 중공 폭파사건 등의 연속기업폭파사건을 일으킨 일본의 극좌 운동권 동아시아 반일무장전선의 "늑대반"이 1974년 3월에 지하출판한 문서다. 사제폭탄 제조법과 게릴라 전법 등이 담겨 있다.
동아시아반일무장전선에서 1973년(쇼와 48년) 가을 일문타자기를 구입하면서 책자 발행 계획에 탄력이 가해졌다. 다이도우지 마사시가 집필한 글을 멤버 외의 협력자가 타자기로 입력하여, 다이도우지 마사시의 고교 선배가 근무하는 홋카이도 쿠시로시의 인쇄회사에서 인쇄했다. 타자를 쳐 준 협력자는 나중에 반일무장전선 멤버들과 함께 체포된 간호대생 아라이 마리코의 친언니 아라이 나호코로, 여동생이 체포된 뒤 자살했다.
인쇄 당시 표기된 정가는 100엔. 오리지널 인쇄판 뒷표지에는 김지하의 반전시를 무단게재했다가 발매금지되었던 『창조』 1972년 4월호 표지가 삽화로서 삽입되었다.
이 책에는 동아시아반일무장전선이 내세우는 반일망국론의 개요가 실려 있으며, 사제폭탄 제조법과 장치법, 유격전 전법까지 상세히 설명되어 있다. 동아시아반일무장전선은 원래 늑대반 뿐이었는데, "대지의 엄니"반과 "전갈"반 멤버들은 이 책을 통해 영입되었다. 그러나 이 책 모두(冒頭)의 주장내용과 활자가 동아시아반일무장전선의 범행 성명문과 동일하다는 사실이 밝혀짐에 따라 조직원의 신원이 공안에 노출되었고, 조직 궤멸의 원인이 되었다.

## 같이 보기
- 동아시아반일무장전선